# Кристиани, Адольф Фридрих
Адольф Фридрих Кристиани (нем. Adolph Friedrich Christiani; 8 марта 1836, Кассель — 10 февраля 1885, Элизабет, штат Нью-Джерси) — американский музыкальный педагог германского происхождения.
С 1855 г. работал в Лондоне, а затем бо́льшую часть жизни в США, преподавая в Покипси, Питсбурге, Цинциннати, с 1877 г. в Нью-Йорке. С 1880 г. директор музыкальной школы в Элизабете.
Известен, главным образом, посвящённой Францу Листу и изданной посмертно книгой «Принципы музыкальной выразительности в фортепианной игре» (англ. The principles of musical expression in pianoforte playing; 1885, репринт 1974), годом позже изданной также в немецком переводе Хуго Римана под названием «Понимание в фортепианной игре» (нем. Das Verständnis im Klavierspiel; Лейпциг, 1886). Бернард Шоу подверг труд Кристиани критике, охарактеризовав его теоретические основания как наивные, а практические рекомендации — как субъективные.